# Lijst van beschermd erfgoed in Theux
Onderstaande tabel geeft een overzicht van de beschermde erfgoederen in de gemeente Theux in België. Het beschermd erfgoed maakt onderdeel uit van het cultureel erfgoed in België.
| Object | Bouwjaar/architect  | Deelgemeente | Adres                            | Coördinaten                   | Nummer?                | Afbeelding |
| --- | ------------------- | ------------ | -------------------------------- | ----------------------------- | ---------------------- | --- |
| Huis Maison de Limbourg | Barthélemy Digneffe | Theux        | rue de la Chaussée, n°35         | 50° 32' 5" NB, 5° 48' 44" OL  | 63076-CLT-0001-01 Info | Huis Maison de Limbourg |
| Zinkgronden van Le Rocheux |                     | Theux        | Oneux                            | 50° 32' 23" NB, 5° 49' 45" OL | 63076-CLT-0003-01 Info | |
| Église Saints-Hermès-et-Alexandre (Sint-Hermes en Alexanderkerk) en de omheiningsmuur van haar kerkhof, twee portalen en hun hekken                   |                     | Theux        | Rue de la Chaussée               | 50° 32' 3" NB, 5° 48' 40" OL  | 63076-CLT-0004-01 Info | Église Saints-Hermès-et-Alexandre (Sint-Hermes en Alexanderkerk) en de omheiningsmuur van haar kerkhof, twee portalen en hun hekken                   |
| Fabriek, genaamd pavillon Félix Bernard |                     | Theux        | la Heid de Spa, promenade Reikem | 50° 29' 26" NB, 5° 50' 29" OL | 63076-CLT-0005-01 Info | |
| Huis |                     | Theux        | rue Bouxherie n°1                | 50° 31' 56" NB, 5° 48' 58" OL | 63076-CLT-0006-01 Info | |
| Huis: gevels en daken en een deel van de oude smederij uit de 17e eeuw                                                                                |                     | Theux        | rue Bouxherie, n°2               | 50° 31' 55" NB, 5° 48' 59" OL | 63076-CLT-0007-01 Info | |
| Woongebouw: voor- en achtergevels, dak en puntgevel                                                                                                   |                     | Theux        | rue de la Chaussée n°46          | 50° 32' 6" NB, 5° 48' 43" OL  | 63076-CLT-0008-01 Info | |
| Woongebouw: voor- en achtergevels en dak |                     | Theux        | rue de la Chaussée n°44          | 50° 32' 6" NB, 5° 48' 43" OL  | 63076-CLT-0009-01 Info | |
| Hospice Sainte-Joséphine: hoofdgevel, dakhelling voorzijde, uitgezonderd garage aan de rechterzijde                                                   |                     | Theux        | rue de la Chaussée n°s 25-27     | 50° 32' 5" NB, 5° 48' 45" OL  | 63076-CLT-0010-01 Info | Hospice Sainte-Joséphine: hoofdgevel, dakhelling voorzijde, uitgezonderd garage aan de rechterzijde                                                   |
| Huis: hoofdgevel, voorzijde dak, delen puntdak rechts in breuksteen die hoger zijn dan naastgelegen gebouw                                            |                     | Theux        | place du Perron n°10             | 50° 32' 7" NB, 5° 48' 49" OL  | 63076-CLT-0011-01 Info | |
| Maison du Bailli: gevels en daken van het hoofdgebouw, twee torens                                                                                    |                     | Theux        | n°s 2-4, Marché                  | 50° 31' 40" NB, 5° 49' 14" OL | 63076-CLT-0012-01 Info | Maison du Bailli: gevels en daken van het hoofdgebouw, twee torens                                                                                    |
| Maison de la Boverie: gevels en daken, inclusief de aanbouwen                                                                                         |                     | Theux        | rue Waillot n°5                  | 50° 32' 1" NB, 5° 48' 36" OL  | 63076-CLT-0013-01 Info | |
| Kapel, Chapelle du Bon Air |                     | La Reid      | Jehoster                         | 50° 28' 47" NB, 5° 46' 44" OL | 63076-CLT-0014-01 Info | Kapel, Chapelle du Bon Air |
| Huis: gevels, daken en linker zijportaal |                     | Theux        | rue Hovémont n°80                | 50° 31' 57" NB, 5° 48' 53" OL | 63076-CLT-0015-01 Info | |
| Pastorie (gevels en daken), portaal en zijdelen van de omheiningsmuur die uitgeeft op het plein                                                       |                     | Theux        | rue de la Chaussée, n°50         | 50° 32' 7" NB, 5° 48' 42" OL  | 63076-CLT-0016-01 Info | Pastorie (gevels en daken), portaal en zijdelen van de omheiningsmuur die uitgeeft op het plein                                                       |
| Gemeentehuis |                     | Theux        | rue de la Chaussée n°10          | 50° 32' 6" NB, 5° 48' 48" OL  | 63076-CLT-0017-01 Info | Gemeentehuis |
| Maison Del Heid: gevels en daken |                     | Theux        | rue de la Chaussée n°31          | 50° 32' 5" NB, 5° 48' 44" OL  | 63076-CLT-0018-01 Info | Maison Del Heid: gevels en daken |
| Huis: hoofdgevel en voorzijde dakhelling |                     | Theux        | place du Perron n°12             | 50° 32' 7" NB, 5° 48' 49" OL  | 63076-CLT-0019-01 Info | |
| Huis, genaamd "Maison Lebrun" |                     | Theux        | place du Perron n°s 2-4          | 50° 32' 6" NB, 5° 48' 48" OL  | 63076-CLT-0020-01 Info | Huis, genaamd "Maison Lebrun" |
| Charmille du Haut-Marais (haagbeuklaan) in het gehucht Hautregard en het geheel van de haagbeuklaan en haar omgeving                                  |                     | La Reid      | Hautregard                       | 50° 28' 16" NB, 5° 46' 39" OL | 63076-CLT-0021-01 Info | Charmille du Haut-Marais (haagbeuklaan) in het gehucht Hautregard en het geheel van de haagbeuklaan en haar omgeving                                  |
| Ruïnes van het versterkt Kasteel van Franchimont: 14e, 15e en 16e eeuw                                                                                |                     | Theux        | Franchimont                      | 50° 31' 40" NB, 5° 49' 27" OL | 63076-CLT-0022-01 Info | Ruïnes van het versterkt Kasteel van Franchimont: 14e, 15e en 16e eeuw                                                                                |
| Kerkorgel van de Église Saint-Roch |                     | Polleur      | Jehanster                        | 50° 33' 24" NB, 5° 53' 55" OL | 63076-CLT-0023-01 Info | |
| Oude brug van Polleur |                     | Polleur      | rue R. Bordure                   | 50° 32' 18" NB, 5° 52' 54" OL | 63076-CLT-0024-01 Info | Oude brug van Polleur |
| Boerderij, Ferme de la Chapelle: toren |                     | La Reid      | n°337, Jehoster                  | 50° 28' 49" NB, 5° 46' 41" OL | 63076-CLT-0025-01 Info | |
| Kasteel van Hautregard: gevels en daken, uitgezonderd de zuidwestgevel uit de 19e eeuw                                                                |                     | La Reid      | Hautregard                       | 50° 29' 7" NB, 5° 46' 14" OL  | 63076-CLT-0026-01 Info | Kasteel van Hautregard: gevels en daken, uitgezonderd de zuidwestgevel uit de 19e eeuw                                                                |
| Boerderij, Ferme de la Haye: gevels en daken, omheiningsmuur, portiek, twee schoorstenen van de vroege 17e eeuw, uitgezonderd de recente toevoegingen |                     | Theux        | Jevoumont                        | 50° 31' 3" NB, 5° 47' 58" OL  | 63076-CLT-0027-01 Info | Boerderij, Ferme de la Haye: gevels en daken, omheiningsmuur, portiek, twee schoorstenen van de vroege 17e eeuw, uitgezonderd de recente toevoegingen |
| Uitbreiding van de bescherming van de site van de zinkgronden van Le Rocheux                                                                          |                     | Theux        | Oneux                            | 50° 32' 30" NB, 5° 49' 54" OL | 63076-CLT-0028-01 Info | |
| Toren en spits van kerk Église Saint-Jacques, tegenwoordig Église Notre-Dame                                                                          |                     | Polleur      |                                  | 50° 32' 21" NB, 5° 52' 52" OL | 63076-CLT-0029-01 Info | Toren en spits van kerk Église Saint-Jacques, tegenwoordig Église Notre-Dame                                                                          |
| Landschap "Thier du Gibet" |                     | Theux        |                                  | 50° 32' 29" NB, 5° 49' 7" OL  | 63076-CLT-0031-01 Info | Landschap "Thier du Gibet" |
| Groep van opmerkelijke bomen |                     | La Reid      | Basse Desnié                     | 50° 27' 40" NB, 5° 48' 36" OL | 63076-CLT-0032-01 Info | Groep van opmerkelijke bomen |
| Geheel van de Chapelle Fyon en haar omgeving |                     | Theux        | rue Rittweger n°228, Juslenville | 50° 32' 56" NB, 5° 48' 28" OL | 63076-CLT-0033-01 Info | |
| Honderdjarige walnootboom op de boerderij Ferme du Marquisat                                                                                          |                     | Theux        | Sassor 55                        | 50° 31' 58" NB, 5° 50' 22" OL | 63076-CLT-0034-01 Info | |
| Perroen |                     |              | place du Perron                  | 50° 32' 7" NB, 5° 48' 48" OL  | 63076-CLT-0035-01 Info | Perroen |
| Acht grenspalen tussen het markiezaat van Franchimont en het land van Luik en de heerlijkheid van Louveigné, Prinsdom van Stavelot                    |                     |              |                                  | 50° 31' 42" NB, 5° 45' 32" OL | 63076-CLT-0036-01 Info | |

## Uitzonderlijk erfgoed
| Object | Bouwjaar/architect | Deelgemeente | Adres | Coördinaten                   | Nummer?                | Afbeelding                                                                                                   |
| --- | ------------------ | ------------ | ----- | ----------------------------- | ---------------------- | --- |
| Bescherming van de donjon en de 16e-eeuwse omwalling van de ruïnes van het versterkt kasteel van Franchimont |                    |              |       | 50° 31' 40" NB, 5° 49' 27" OL | 63076-PEX-0001-01 Info | Bescherming van de donjon en de 16e-eeuwse omwalling van de ruïnes van het versterkt kasteel van Franchimont |